# Casa Gazulla
La Casa Gazulla és un edifici del municipi de Sant Just Desvern (Baix Llobregat) que forma part de l'Inventari del Patrimoni Arquitectònic de Catalunya.

## Descripció
És un edifici de planta baixa i tres pisos, amb una torre sobrealçada fent d'articulació entre dos cossos d'edificació. Presenta coberta inclinada en teula. Cal destacar la terrassa circular protegida per una balustrada clàssica sobrevolant i cobrint alhora una tribuna en l'angle de la torre i essent de fet l'articulació de l'edificació. Molt important és el seu jardí, que incideix fortament en la configuració de la Plaça del Parador. En el 1947 es realitza el projecte de la casa per a en Miquel Gazulla.